# Le Sillon
Le Sillon ("Il Solco" o "Il Percorso”) è stato un movimento politico e religioso francese, fondato da Marc Sangnier (1873 - 1950) e che si è sviluppato dal 1894 al 1910. Il suo fine è stato quello di avvicinare il cattolicesimo agli ideali socialisti e repubblicani francesi, al fine di creare un'alternativa al marxismo ed altri movimenti anticlericali dei 
lavoratori.

## Storia
Nel 1891, papa Leone XIII, nella sua enciclica Rerum Novarum, spronò la Chiesa cattolica, al fine di un suo maggiore convincimento in problemi sociali.
In Francia, tale nuova postura forniva anche l'occasione di una migliore relazione tra Chiesa e Repubblica, un fatto spesso auspicato dalle forze Cattoliche maggiormente progressiste.
In tale contesto, si inserisce “Il Solco”, fondato nel 1894, con la pubblicazione di un giornale col medesimo nome ed edito da Marc Sangnier.
Le Sillon porta avanti su larga scala un progetto di riconciliazione tra il movimento dei lavoratori ed il Cristianesimo: “Il Solco” – scrive Sangnier – è stato pensato per fare della Francia una Repubblica Democratica. Le Sillon non va inteso come un movimento cattolico, nel senso che non mira a sostenere e supportare vescovi e sacerdoti nell'esercizio del loro ministero. Le Sillon è un movimento laico, il quale – però – allo stesso tempo mantiene una veste profondamente religiosa".
Nel 1905 Sangnier crea una confederazione di gruppi, intesi come “circoli di educazione cattolica”, dove giovani preti possano discutere materie religiose e sociali. L'intenzione era quella di favorire un'atmosfera meno gerarchica nella Chiesa, il che avrebbe reso possibile l'emergere di idee e contributi da parte sia dei prelati che del popolo.
Una tale organizzazione riscosse un certo successo tra la popolazione, raggiungendo addirittura il mezzo milione di aderenti nella sola Francia.

## Dissoluzione
Le Sillon in questo periodo beneficia anche del sostegno di papa Pio X e dell'intero episcopato francese.
L'appoggio della Chiesa fu però di breve durata. Infatti, il movimento del “Solco” fu percepito con l'andare del tempo come troppo modernista e troppo filo-repubblicano.
In seguito alla legge di separazione tra Stato e Chiese del 1905, il movimento ricevette un crescente numero di critiche, specialmente perché sembrò dare la priorità alla volontà di ordinari credenti sulle gerarchie ecclesiastiche, incluso il Papa.
L'epilogo arriva con la lettera papale del 25 agosto 1910 Notre charge apostolique, con la quale il Sillon fu condannato, col risultato finale della dissoluzione dell'organizzazione.
Nel 1912 il Sangnier creò un gruppo alternativo, chiamato “La Lega dei Giovani Repubblicani”, mirante a promuovere la sua visione di cattolicesimo sociale.